# Pungrovdyr
Pungrovdyr (Dasyuromorphia) er en orden af pungdyr. Den omfatter fire familier, hvoraf de to er uddøde. Næsten alle arter findes i familien pungmåre (Dasyuridae). Arterne er meget forskellige både i størrelse og bygning. Fælles for dem er en lang hale, der ikke kan bruges som gribehale. De lever for det meste på jorden og er kød- eller insektædere og er mest natdyr. De har 14 lodretstillede ensartede fortænder, 8 i overkæben og 6 i underkæben. Desuden har de veludviklede hjørnetænder. De mangler ofte en pung, der i øvrigt vender bagud, hvis den er til stede.
Arterne er udbredt i Australien, Tasmanien, Ny Guinea og andre øer i nærheden heraf.

## Klassifikation
Ordenen indeholder følgende familier, slægter og arter. Ikke alle arter har danske navne.
- Familie Thylacinidae
  - Slægt Thylacinus
    - Thylacinus cynocephalus, pungulv, uddød
- Familie Myrmecobiidae
  - Slægt Myrmecobius
    - Myrmecobius fasciatus, stribet pungmyresluger
- Familie Dasyuridae
  - Slægt Antechinus, bredfodede pungspidsmus
    - Antechinus bellus
    - Antechinus flavipes
    - Antechinus godmani
    - Antechinus leo
    - Antechinus melanurus
    - Antechinus minimus
    - Antechinus naso
    - Antechinus stuartii
    - Antechinus swainsonii
    - Antechinus wilhelmina

  - Slægt Dasyuroides
    - Dasyuroides byrnei, kvasthalet pungrotte

  - Slægt Dasycercus
    - Dasycercus blythi
    - Dasycercus cristicauda, kvasthalet pungspidsmus

  - Slægt Dasykaluta
    - Dasykaluta rosamondae

  - Slægt Dasyurus, pungmåre
    - Dasyurus albopunctatus
    - Dasyurus geoffroii
    - Dasyurus hallucatus, lille nordlig pungmår
    - Dasyurus maculatus, kæmpepungmår
    - Dasyurus spartacus
    - Dasyurus viverrinus, østlig pungmår

  - Slægt Murexia
    - Murexia longicaudata
    - Murexia rothschildi

  - Slægt Myoictis
    - Myoictis melas

  - Slægt Neophascogale
    - Neophascogale lorentzi

  - Slægt Ningaui
    - Ningaui ridei
    - Ningaui timealeyi
    - Ningaui yvonnae

  - Slægt Parantechinus
    - Parantechinus apicalis
    - Parantechinus bilarni

  - Slægt Phascogale
    - Phascogale calura
    - Phascogale tapoatafa, sorthalet pungvæsel

  - Slægt Phascolosorex
    - Phascolosorex doriae
    - Phascolosorex dorsalis

  - Slægt Planigale
    - Planigale gilesi
    - Planigale ingrami
    - Planigale maculata
    - Planigale novaeguineae
    - Planigale tenuirostris

  - Slægt Pseudantechinus
    - Pseudantechinus macdonnellensis
    - Pseudantechinus ningbing
    - Pseudantechinus woolleyae

  - Slægt Sarcophilus
    - Sarcophilus laniarius, tasmansk pungdjævel

  - Slægt Sminthopsis
    - Sminthopsis aitkeni
    - Sminthopsis archeri
    - Sminthopsis butleri
    - Sminthopsis crassicaudata, tykhalet pungspidsmus
    - Sminthopsis dolichura
    - Sminthopsis douglasi
    - Sminthopsis fuliginosus
    - Sminthopsis gilberti
    - Sminthopsis granulipes
    - Sminthopsis griseoventer
    - Sminthopsis hirtipes
    - Sminthopsis laniger, pungspringmus
    - Sminthopsis leucopus, hvidfodet pungspidsmus
    - Sminthopsis longicaudata
    - Sminthopsis macroura
    - Sminthopsis murina
    - Sminthopsis ooldea
    - Sminthopsis psammophila, sandpungspidsmus
    - Sminthopsis virginiae
    - Sminthopsis youngsoni
- Familie Malleodectidae
  - Slægt Malleodectes
    - Malleodectes mirabilis, uddød
    - Malleodectes moenia, uddød